# Revova, Berezivka
Revova (în ucraineană Ревова) este un sat în comunei Petrovirivka din raionul Berezivka, regiunea Odesa, Ucraina.

## Demografie
Componența lingvistică a localității Revova
     Ucraineană (92,66%)
     Rusă (3,8%)
     Română (1,9%)
     Alte limbi (0,54%)
Conform recensământului din 2001, majoritatea populației localității Revova era vorbitoare de ucraineană (92,66%), existând în minoritate și vorbitori de rusă (3,8%) și română (1,9%).